# 重阳镇 (韶关市)
重阳镇，是中华人民共和国广东省韶关市武江区下辖的一个乡镇级行政单位。

## 行政区划
重阳镇下辖以下地区：
重阳社区、水口村、黄岸村、重阳村、九联村、大夫前村、青暖村、万侯村和妙联村。